# Ferdinand Habsburg
Pour les articles homonymes, voir Zvonimir (prénom).
Ferdinand Habsburg, de son nom complet Ferdinand Zvonimir Maria Balthus Keith Michael Otto Antal Bahnam Leonhard (von) Habsburg-Lothringen, est un pilote automobile autrichien né le 21 juin 1997 à Salzbourg, membre de la maison de Habsbourg-Lorraine.

## Biographie

### Membre de la famille de Habsbourg
Membre de la famille impériale et royale de Habsbourg, Ferdinand est l'arrière-petit-fils du dernier empereur d'Autriche-Hongrie, Charles Ier. Fils de Francesca Thyssen-Bornemisza et de Charles de Habsbourg-Lorraine, prétendant aux trônes d'Autriche et de Hongrie, il est, de ce fait, prince impérial d'Autriche, prince royal de Hongrie, de Croatie et de Bohême, archiduc d'Autriche et héritier présomptif de la maison de Habsbourg-Lorraine,.
Ferdinand a été baptisé le 20 septembre 1997 à Zagreb par le cardinal Franjo Kuharic. Son deuxième prénom lui fut donné à l'occasion de cette cérémonie, en l'honneur du roi de Croatie Dmitar Zvonimir (onzième siècle). Ses parrains et marraines sont son oncle Georges de Habsbourg-Lorraine, Alois-Constantin de Löwenstein-Wertheim-Rosenberg, Margarita Gómez-Acebo y Cejuela[réf. nécessaire], et Agnès Husslein.
Ferdinand de Habsbourg-Lorraine est citoyen autrichien et conformément à la constitution autrichienne, sa particule patronymique et ses titres traditionnels sont interdits. C'est pourquoi en Autriche il est simplement Ferdinand Habsburg-Lothringen, et non Ferdinand « Erzherzog von » Habsburg-Lothringen.

### Pilote automobile
Il devient pilote automobile en monoplace en 2014.
Au volant d'une Oreca 07-Gibson de l'équipe belge WRT, il remporte les 24 Heures du Mans 2021 dans la catégorie LMP2, succès acquis dans les dernières minutes de course à la suite de l'abandon de la voiture en tête de la catégorie en fin d'épreuve.

#### Carrière
| Saison | Séries                                          | Équipe                | Courses | Victoires | Pôles | Meilleurs tours | Podiums | Points | Position |
| ------ | ----------------------------------------------- | --------------------- | ------- | --------- | ----- | --------------- | ------- | ------ | -------- |
| 2014   | Formule Renault 1.6 NEC                         | Lechner Racing        | 15      | 0         | 0     | 0               | 4       | 213    | 4e       |
| 2015   | Formule Renault 2.0 NEC                         | Fortec Motorsports    | 11      | 0         | 0     | 0               | 0       | 62     | 18e      |
| 2015   | Eurocup Formula Renault 2.0                     | Fortec Motorsports    | 5       | 0         | 0     | 0               | 0       | 0      | NC†      |
| 2015   | Formula Renault 2.0 Alps                        | Fortec Motorsports    | 3       | 0         | 0     | 0               | 0       | 0      | NC†      |
| 2015   | Euroformula Open                                | Drivex School         | 2       | 0         | 0     | 0               | 0       | 0      | NC†      |
| 2015   | Toyota Racing Series                            | Victory Motor Racing  | 16      | 0         | 1     | 1               | 2       | 490    | 11e      |
| 2016   | Euroformula Open                                | Drivex School         | 16      | 2         | 4     | 1               | 12      | 247    | 2e       |
| 2016   | Championnat d'Espagne de Formule 3              | Drivex School         | 6       | 1         | 1     | 0               | 4       | 90     | 3e       |
| 2016   | Eurocup Formula Renault 2.0                     | Fortec Motorsports    | 15      | 0         | 1     | 0               | 2       | 57     | 10e      |
| 2016   | Formula Renault 2.0 NEC                         | Fortec Motorsports    | 10      | 0         | 0     | 0               | 2       | 130    | 11th     |
| 2016   | Grand Prix de Macao                             | Fortec Motorsports    | 1       | 0         | 0     | 0               | 0       | N/A    | DNF      |
| 2016   | Toyota Racing Series                            | Giles Motorsport      | 15      | 2         | 0     | 1               | 4       | 727    | 4e       |
| 2017   | Championnat d'Europe de Formule 3               | Carlin                | 30      | 1         | 0     | 2               | 4       | 187    | 7e       |
| 2017   | Grand Prix de Macao                             | Carlin                | 1       | 0         | 0     | 0               | 0       | N/A    | 4e       |
| 2017   | Toyota Racing Series                            | M2 Competition        | 15      | 0         | 0     | 0               | 2       | 568    | 8e       |
| 2018   | Championnat d'Europe de Formule 3               | Carlin                | 30      | 0         | 0     | 2               | 1       | 87     | 13e      |
| 2018   | International GT Open                           | Drivex School         | 2       | 0         | 0     | 0               | 0       | 1      | 44e      |
| 2018   | WeatherTech SportsCar Championship              | Jackie Chan DCR JOTA  | 1       | 0         | 0     | 0               | 0       | 26     | 51e      |
| 2019   | Grand Prix de Macao                             | ART Grand Prix        | 1       | 0         | 0     | 0               | 0       | N/A    | DNF      |
| 2019   | DTM                                             | R-Motorsport II       | 17      | 0         | 0     | 0               | 0       | 3      | 18e      |
| 2019   | Blancpain GT Series Endurance Cup               | R-Motorsport          | 1       | 0         | 0     | 0               | 0       | 0      | NC       |
| 2024   | Championnat du monde d'endurance FIA - Hypercar | Alpine Endurance Team | 4       | 0         | 0     | 0               | 0       | 19     | 14e*     |
| 2024   | European Le Mans Series - LMP2                  | Cool Racing           | 2       | 0         | 0     | 0               | 0       | 1      | 20e*     |
| 2024   | IMSA SportsCar Championship - LMP2              | Tower Motorsports     | 1       | 0         | 0     | 0               | 0       | 278    | 6e*      |

## Titulature
Les titres portés actuellement par les membres de la maison de Habsbourg-Lorraine n’ont pas d’existence juridique en Autriche et sont considérés comme des titres de courtoisie. Ils sont attribués par le « chef de maison ».
- 21 juin 1997 - 1er janvier 2007 : Son Altesse Impériale et Royale l’archiduc Ferdinand d’Autriche ;
- depuis le 1er janvier 2007 : Son Altesse Impériale et Royale l’archiduc Ferdinand d’Autriche, prince impérial d’Autriche, prince royal de Hongrie et de Bohême.